# Dương Thị Xuân Quý
Dương Thị Xuân Quý (1941-1969) là một nhà văn nữ, liệt sĩ thời kỳ kháng chiến chống Mỹ. Bà được truy tặng Giải thưởng Nhà nước về Văn học Nghệ thuật năm 2007.    

## Tiểu sử và sự nghiệp
Dương Thị Xuân Quý sinh ngày 19 tháng 04 năm 1941 tại Hà Nội, quê gốc tại thôn Phú Thị, xã Mễ Sở, huyện Văn Giang, tỉnh Hưng Yên. 
Cuối năm 1946, bà cùng gia đình tản cư, về sống tại Thái Nguyên, thuộc chiến khu Việt Bắc. Tại đây, do ảnh hưởng của cha, bà sớm bộc lộ năng khiếu và lòng say mê văn chương từ năm 7 tuổi.
Năm 1954, bà theo gia đình trở về Hà Nội và theo học trường phổ thông cấp 2 Trưng Vương. Sau khi tốt nghiệp trung học, bà tiếp tục theo học trường trung cấp mỏ tại Quảng Ninh. Sau đó, bà theo học lớp báo chí do Ban Tuyên huấn trung ương mở. Sau khi tốt nghiệp khóa học, bà được đưa về là phóng viên báo Phụ Nữ Việt Nam từ năm 1961 đến năm 1968. Trong thời gian này, bà theo học thêm tại lớp ban đêm chương trình ngữ văn của Đại học Sư phạm Hà Nội.
Năm 1965, bà tình nguyện xin được vào chiến trường miền Nam chiến đấu. Tháng 2 năm 1966, bà lập gia đình với nhà thơ Bùi Minh Quốc. Tháng 12 năm đó, bà sinh con gái đầu lòng và cũng là duy nhất Bùi Dương Hương Ly. Tuy nhiên, 5 tháng sau, chồng bà lên đường vào chiến trường miền Nam. Đúng một năm sau, vào tháng 4 năm 1968, bà cũng gửi cho lại cho mẹ là bà Hoàng Thị Tín trông nom, lên đường đi chiến trường.
Tháng 7 năm 1968, bà vào chiến trường, nhận nhiệm vụ phóng viên tạp chí Văn nghệ Giải phóng Trung trung bộ (Khu 5). Đêm 8 tháng 3 năm 1969, trong một trận càn của quân Đại Hàn, bà đã hy sinh tại thôn Thi Thại, xã Xuyên Tân (nay là xã Duy Thành), huyện Duy Xuyên, tỉnh Quảng Nam.
Bà là hội viên Hội Nhà văn Việt Nam.
Sau khi bà hy sinh, do xáo trộn bởi chiến tranh nên không thể tìm ra hài cốt. Cha của bà cũng qua đời sau đó đúng 19 ngày. Mãi đến ngày 3 tháng 8 năm 2006, nhà thơ Bùi Minh Quốc mới tìm được di cốt và di vật được cho là của bà, và đã cải táng tại khu tưởng niệm bà tại xã Duy Thành, huyện Duy Xuyên, tỉnh Quảng Nam.
Năm 2007, bà được truy tặng Giải thưởng Nhà nước về Văn học Nghệ thuật với cụm tác phẩm: Chỗ đứng (truyện) và  Hoa rừng (tập truyện ký).

## Tác phẩm chính
- Chỗ đứng (truyện, 1968)
- Gương mặt thách thức (bút ký, 1969)
- Hoa rừng (tập truyện ký, 1970)
- Dương Thị Xuân Quý - Nhật ký, tác phẩm (NXB Hội nhà văn, 2007) do Bùi Minh Quốc, Hoàng Minh Nhân và Nguyễn Thế Khoa sưu tầm, biên soạn.[4]

## Vinh danh
- Giải thưởng Nhà nước về Văn học Nghệ thuật năm 2007.
- Tại Đà Nẵng có một con đường mang tên Dương Thị Xuân Quý ở Bắc Mỹ An, quận Ngũ Hành Sơn (theo Nghị quyết ngày 6 tháng 12 năm 2012 của Hội đồng nhân dân Thành phố Đã Nẵng).[4]

## Gia đình
Ông nội Dương Thị Xuân Quý là cụ Dương Trọng Phổ, một nhà chí sĩ của phong trào Đông Kinh Nghĩa Thục. Hai người bác ruột là Dương Bá Trạc và Dương Quảng Hàm đều là những nhà giáo danh sĩ nổi tiếng. Bản thân cha của bà là ông Dương Tụ Quán cũng từng là nhà giáo, sau đó chuyển sang nghề báo, từng cộng tác với tờ Văn Học tạp chí, rồi tạp chí Tri Tân. Một người bác họ của bà là họa sĩ Dương Bích Liên, một trong Tứ kiện hội họa Việt Nam. Trong các anh chị em họ của bà cũng có rất nhiều người thành danh như họa sĩ Dương Cẩm Chương, các giáo sư Dương Trọng Bái, Dương Thị Thoa, Dương Thị Cương, nhà báo Dương Linh...
Bà lập gia đình với nhà thơ Bùi Minh Quốc tháng 2 năm 1966. Hai người có với nhau 1 người con gái tên là Bùi Dương Hương Ly. Riêng về Bùi Dương Hương Ly, về sau thường được gọi là Bùi Hương Ly, cô được cử đi học ngành Báo chí tại Đại học Quan hệ Quốc tế Matxcơva (MGIMO), Liên Xô. Sau khi về nước, cô làm nghề phóng viên cho báo Tuổi Trẻ tại Thành phố Hồ Chí Minh. Ngày 28 tháng 11 năm 1996, cô lập gia đình. Đám cưới có sự tham dự của cha cô và người mẹ kế thứ 2. Năm 1997, cô được cử đi du học 2 năm tại Hoa Kỳ. Hiện tại cô đang là phóng viên của đài BBC Việt ngữ.